# De skinande
De skinande är den andra delen i David Eddings fantasytrilogi Sagan om Tamuli.
Originaltitel: The Shining Ones

Utgivningsår: 1998 (eng: 1993)
Spjuthök och hans vänners fiende fortsätter att återuppväcka varelser från nästan bortglömda legender och myter. De fasar nu för vad det än kan vara de måste möta, och de börjar alla bli mer eller mindre övertygade om att de måste hämta upp Bhelliom ur den djupa sjö de slängde den i. Barngudinnan Aphrael är svårövertygad, och vill inte behöva hämta den blåa rosen om det inte blir absolut nödvändigt. Till slut kommer de i alla fall iväg, och kejsaren av Tamuli får ta hand om allt där så länge. Kejsaren visar sig vara långt intelligentare än man först kunde tro. De kommer möta "De Skinande".  Som är så farliga att minsta beröring kan innebära döden.
| Föregående bok: Kupoler av eld | Sagan om Tamuli | Nästa bok: Den dolda staden |